# Wonder Pets
The Wonder Pets! (Os Patarecos (título em Portugal) ou Super Fofos! (título no Brasil))é uma série criada em parceria com a Little Airplane Productions e produzida também pela Nick Jr.. A série foi criada para crianças entre 1 ano até 5 anos.

## História
O porquinho-da-índia Linny, a patinha Ming-Ming e a tartaruga Tuck são cantores e colegas de classe. A missão dos três animais de estimação é percorrer diversas regiões do mundo para ajudar outros jovens animais. Mas como eles sabem quem está em perigo? Quando menos esperam, os três amigos recebem a ligação de um animal que precisa de ajuda e o trio viaja por entre mares e até mesmo o espaço para dar uma forcinha a todos. Eles não têm grandes poderes, mas trabalham sempre em equipe para alcançar seus objetivos, como um time.
As metas curriculares da atração são baseadas no cuidado com a orientação e o desenvolvimento de se trabalhar em conjunto e resolver problemas de forma criativa. Ganhador do prêmio Emmy, o programa Super Fofos!, do criador e produtor executivo Josh Selig (da Little Airplane Produções), é a primeira mini-opereta para pré-escolares e a primeira série do gênero a exibir uma coleção de prêmios Tony, e a indicação de compositores da Broadway.
O repertório musical do Super Fofos! foi gravado com orquestra ao vivo e muitos diálogos são cantados como uma opereta. A prestigiada série recebeu o prêmio Emmy Daytime na categoria de melhor composição e direção musical em 2008 e uma menção para melhor trilha sonora no prêmio Pulcinella no festival para desenhos na Baía (Califórnia) em 2009.

## Personagens
- Linny: É um porquinho-da-índia que tem 5 anos. É a líder dos Super Fofos. Como um super-herói, ela usa um boné amarelo e uma capa azul. Linny parece ser a mais educado do grupo. Ela fornece informações geográficas e zoológicas para os outros. Ela é quem faz com que o grupo trabalhe sempre unido.
- Tuck: É uma tartaruga que tem 4 anos. Ele é sensível e afetivo. Como um super-herói, ele usa um boné branco, meias azuis e uma capa vermelha. Ele gosta de abraçar os animais depois de serem resgatados, ou mantê-los em companhia enquanto Linny e Ming-Ming tentam colocar seu plano de resgate em ação. Ele também tem grande capacidade de observação e consegue ver as coisas à distância.
- Ming-Ming: É uma patinha que tem 3 anos. Ela é a mais nova do grupo e em alguns episódios, ela quer fazer tudo sozinha. Como uma super-heroína, ela usa um capacete de couro, óculos e uma capa verde. Ao contrário de Linny e Tuck, ela tem a capacidade de voar. Ela acredita que seu bisavô era uma águia. Ela possui dislalia (pronuncia as palavras trocando o R pelo L, como o Cebolinha, da Turma da Mônica).
- Ollie: É um coelho que tem 4 anos. Ele aparece somente em alguns episódios dos Super Fofos. Ele sempre quer salvar o dia sozinho. Mas, acaba precisando da ajuda dos Super Fofos.

## Dublagem
| Personagem      | Dublagem                                           | Dublagem         | Dublagem        |
| --------------- | -------------------------------------------------- | ---------------- | --------------- |
| Linny           | Sofie Zamchick                                     | Meisha Kelly     | Bianca Alencar  |
| Tuck            | Teala Dunn                                         | Catherine Holden | Daniel Garcia   |
| Ming-Ming       | Danica Lee                                         | Kaya Alexander   | Gabriela Milani |
| Carrinho Mágico | T.J. Stanton (2005-2010) Cooper Corrao (2010-2013) | ?                | -               |

## Estrutura dos episódios
Cada episódio segue uma estrutura semelhante, com algumas variações, em termos de enredo e da forma musical.
No começo de cada episódio, os telespectadores ouvem as crianças da escola, deixando a escola no final do dia. Elas se despedem dos Super Fofos. Muitas vezes, a sala de aula está decorada com desenhos ou outros itens relacionados com a história, o animal específico ou localização geográfica desse episódio.
Os Super Fofos não dizem nada até que o telefone toque. Quando o telefone toca, os Super Fofos saem de suas gaiolas e vão em direção ao telefone, enquanto cantam seus versos de abertura.
Eles atendem o telefone e descobrem que um animal está com problemas em algum lugar. Linny explica a situação para os outros dois. Eles saltam em uma caixa cheia de pedaços de tecido. Depois, saltam para fora, vestindo diferentes trajes, muitas vezes referindo-se à área do mundo em que estarão visitando. Eles saltam de volta na caixa e vestem suas capas.
Depois, eles montam o barco voador, o veículo que transporta eles até o lugar onde vão salvar o animal. Normalmente, existe algum tipo de obstáculo, ao montar o barco voador ou antes de sair da sala de aula. A solução é semelhante à ação que eles terão que tomar para salvar o animal em apuros.
Ao chegar no lugar onde eles têm que salvar o animal, eles procuram o animal que está precisando de ajuda e tentam salvá-lo. Eles fazem algumas tentativas, mas não conseguem. Então, o perigo aumenta, até que eles se lembrem de como eles resolveram o problema na sala de aula e percebem que o resgate tem a mesma solução. Então eles têm que trabalhar juntos para salvar o animal que está em apuros.
Depois que o animal está salvo, um parente do animal chega para agradecer os Super Fofos. Eles comemoram com aipo, o lanche preferido deles. Às vezes, o parente do animal que foi resgatado acrescenta algum tipo de comida da região em que eles estão. Em seguida, eles voam de volta para a sala de aula. Eles voltam às suas gaiolas sem dizer nada. O barco voador se desmonta. Linny é sempre o último a voltar para sua gaiola.

## Locais onde transmitem
América do Norte
- Nick Jr. no (28 de setembro)
- Noggin (março de 2006, agosto de 2006-presente)

América Latina
- Nick Jr. (2006-presente)
- Señal Colombia (2008-presente)
- TV Cultura (2009-2010, 2020-presente)
- Nick Jr. (2008-presente)
- Pluto TV (2020-presente)

Europa
- Nickelodeon (2009)